# The Householder
 (juin 2025).
La mise en forme du texte ne suit pas les recommandations de Wikipédia : il faut le « wikifier ».
Les points d'amélioration suivants sont les cas les plus fréquents. Le détail des points à revoir est peut-être précisé sur la page de discussion.
- Les titres sont pré-formatés par le logiciel. Ils ne sont ni en capitales, ni en gras.
- Le texte ne doit pas être écrit en capitales (les noms de famille non plus), ni en gras, ni en italique, ni en « petit »…
- Le gras n'est utilisé que pour surligner le titre de l'article dans l'introduction, une seule fois.
- L'italique est rarement utilisé : mots en langue étrangère, titres d'œuvres, noms de bateaux, etc.
- Les citations ne sont pas en italique mais en corps de texte normal. Elles sont entourées par des guillemets français : « et ».
- Les listes à puces sont à éviter, des paragraphes rédigés étant largement préférés. Les tableaux sont à réserver à la présentation de données structurées (résultats, etc.).
- Les appels de note de bas de page (petits chiffres en exposant, introduits par l'outil «  Source ») sont à placer entre la fin de phrase et le point final[comme ça].
- Les liens internes (vers d'autres articles de Wikipédia) sont à choisir avec parcimonie. Créez des liens vers des articles approfondissant le sujet. Les termes génériques sans rapport avec le sujet sont à éviter, ainsi que les répétitions de liens vers un même terme.
- Les liens externes sont à placer uniquement dans une section « Liens externes », à la fin de l'article. Ces liens sont à choisir avec parcimonie suivant les règles définies. Si un lien sert de source à l'article, son insertion dans le texte est à faire par les notes de bas de page.
- La présentation des références doit suivre les conventions bibliographiques. Il est recommandé d'utiliser les modèles {{Ouvrage}}, {{Chapitre}}, {{Article}}, {{Lien web}} et/ou {{Bibliographie}}. Le mode d'édition visuel peut mettre en forme automatiquement les références.
- Insérer une infobox (cadre d'informations à droite) n'est pas obligatoire pour parachever la mise en page.

Pour une aide détaillée, merci de consulter Aide:Wikification.
Si vous pensez que ces points ont été résolus, vous pouvez retirer ce bandeau et améliorer la mise en forme d'un autre article.
Pour plus de détails, voir Fiche technique et Distribution.
The Householder (titre hindi : Gharbar) est un film indien réalisé par James Ivory, sorti en 1963. Il s’agit du premier long métrage de fiction du cinéaste, produit par la société Merchant Ivory Productions. Le scénario, coécrit par Ruth Prawer Jhabvala et James Ivory, est une adaptation du roman éponyme publié par Jhabvala en 1960.
Il s’agit de la première collaboration entre le producteur Ismail Merchant et le réalisateur James Ivory, qui était jusque-là documentariste. Ensemble, ils réaliseront près de quarante films, dont un grand nombre écrits par Ruth Prawer Jhabvala. Celle-ci a également signé pour eux des scénarios adaptés de classiques de la littérature, tels que Les Européens (1979) et Les Bostoniennes (1984) d’après Henry James, Chambre avec vue (1985) et Retour à Howards End (1992) d’après E. M. Forster, ou encore The City of Your Final Destination (2009) d’après Peter Cameron.

## Synopsis
Prem Sagar (Shashi Kapoor), jeune professeur dans un collège privé de Delhi, épouse Indu (Leela Naidu) dans le cadre d’un mariage arrangé. Tandis qu’il s’efforce de comprendre son rôle d’époux, l’arrivée de sa mère (Durga Khote) vient compromettre l’équilibre fragile du couple. Ne supportant plus l’ingérence de sa belle-mère, Indu décide de quitter le domicile conjugal et de retourner auprès de sa famille. En quête de réponses, Prem consulte plusieurs personnes, dont un swami (Pahari Sanyal), qui lui révèle les clés d’une vie conjugale épanouie. Cette expérience lui permet d’acquérir la maturité nécessaire pour aimer sincèrement sa femme.

## Distribution
- Shashi Kapoor - Prem Sagar
- Leela Naidu - Indu
- Durga Khote - la mère de Prem
- Achala Sachdev - Mme Saigal
- Harindranath Chattopadhyay -M. Chadda
- Pratap Chandra Sen-Sohanlal
- Romesh Thapar - M. Khanna (le directeur)
- Indu Lele - Mme Khanna
- Pinchoo Kapoor - M. Saigal
- Prayag Raaj - Raj
- Shama Beg - Mme Raj
- Patsy Dance - Kitty
- Walter King - Professeur
- Ernest Castaldo - Ernest
- Pahari Sanyal - Swami

## Fiche technique
- Titre original : The Householder
- Réalisation : James Ivory
- Scénario : Ruth Prawer Jhabvala, James Ivory
- Production : Ismail Merchant, Bhanu Ghosh
- Musique : Ustad Ali Akbar Khan
- Musiques additionnelles (incidental music) : Jyotirendra Moitra, Vanraj Bhatia
- Photographie : Subrata Mitra
- Montage : Amit Bose
- Costumes : Bettina Gill
- Dialogues en hindi : R. G. Anand
- Sociétés de production : Merchant Ivory Productions
- Pays d’origine : Inde
- Langues originales : hindi, anglais
- Format : noir et blanc – 1,66:1 – mono
- Durée : 101 minutes
- Sortie : 1963

## Production
Ivory tourne le documentaire The Delhi Way et en assure le montage à New York lorsqu’il fait la connaissance de l’anthropologue Gitel Steed. Celle-ci développe alors un projet basé sur son propre scénario, Devgar, consacré à un village du Gujarat. Ismail Merchant produit le film et commence à réunir les financements nécessaires. Sidney Meyers doit en assurer la réalisation, tandis qu’Ivory accepte d’en être le directeur de la photographie. Le casting comprend notamment Shashi Kapoor, Durga Khote et Leela Naidu. Lorsque le projet échoue faute de financement complet, Merchant propose l’idée de The Householder, en conservant le même casting. Le film coûte 125 000 dollars, dont une partie est empruntée par Ivory à son père. Il est tourné en deux versions, l’une en hindi et l’autre en anglais ; cette dernière est acquise pour la distribution au Royaume-Uni par Columbia Pictures,.  
Le tournage du film commence en 1961 et s’achève en 1963. Il se déroule entièrement en décors naturels à Delhi, Mehrauli et Ghaziabad. Satyajit Ray exerce une influence majeure, tant sur James Ivory et Ismail Merchant que sur le film lui-même. Dans une contribution non créditée, il supervise la production musicale et remonte le film pour Merchant et Ivory. Il prête également son chef opérateur, Subrata Mitra, qui assure la direction de la photographie. Le film s’imprègne ainsi de la fluidité et du lyrisme retenu qui caractérisent l’œuvre de Ray.  
Un aspect intéressant du film réside dans l’utilisation de la musique de fond, qui inclut des chansons hindi/ourdou telles que Chahe koi mujhe junglee kahe (chantée par Mohammed Rafi, tirée du film Junglee) et Jiya ho Jiya kuch bol do (interprétée par Lata Mangeshkar, extraite du film Jab Pyaar Kissi Se Hota Hai, 1961), ainsi que le quatrième mouvement de la Symphonie n° 9 de Beethoven. Le film ne comporte qu’un seul chant spirituel (bhajan) interprété à l’image : Ram dar se jab paeyo. Ce choix va à l’encontre de la structure traditionnelle du cinéma hindi de l’époque, largement dominée par les films musicaux avec chansons en playback.

## Réception
Le film The Householder n’a pas bénéficié d’une sortie en salle en France à sa sortie en 1963, ce qui explique l’absence de critiques dans la presse francophone. Il est redécouvert plus tard dans le cadre de rétrospectives consacrées à Merchant Ivory, notamment à la Cinémathèque française. 
À l’international, le film reçoit un accueil globalement positif dans les milieux cinéphiles, salué pour sa sincérité, sa dimension sociale et la qualité de sa photographie, influencée par le style de Satyajit Ray. Il est aujourd’hui considéré comme une œuvre fondatrice du style Merchant-Ivory.